# スコフィールド戦車
スコフィールド戦車（英語: Schofield tank）は第二次世界大戦中に開発されたニュージーランドの戦車（軽戦車）である。この戦車は履帯と車輪の両方で走行が可能であったことを特徴とする。試作のみで実戦配備には至らなかった。

## 概要
第二次世界大戦以前のニュージーランド軍には装甲部隊がなく、小規模な軍隊であったために戦車戦の訓練さえ実施されていなかった。1940年になると、ニュージーランドはオーストラリア同様、日本の侵略による軍事的脅威の増大に直面することになった。その頃、宗主国であるイギリスは戦争の苦境に立たされており、ここからの戦車の導入は困難であった。その結果、ニュージーランド政府は戦車の自国生産を決定した。
スコフィールド戦車は、ゼネラルモーターズに勤務していた開発者のE・J・スコフィールドの名前から名付けられた。この戦車はシボレー製のトラックを基に開発され、従ってエンジンや車輪、機構部品等はトラックと共通であった。また、履帯やサスペンションは、ほぼ同時期にニュージーランドで生産が始まったユニバーサル・キャリアから流用された。車体と砲塔の装甲板はニュージーランド鉄道がハルウォーリー工房で製作したものが使用された。
この戦車は、履帯と車輪で走行することが可能であり、車輪は主に道路の走行時に使用された。履帯と車輪は同じ車軸を使い、車輪から履帯への移行は、車体内部から操作するコントロールアームによって行われた。車輪を使用するときは、履帯をチェーンで持ち上げて、ある程度の車高を確保させた。戦車を完全に履帯で走行させる場合、車輪を足回りから取り外して側面に掛けることが可能だった。戦車の最高速度は車輪で72km/h、履帯で43km/hであった。
1940年8月までに最初の試作車両が完成したが、設計の不良により実地試験で完全に失敗した。試作機の乗員は3人で、運転手の前方には砲手が座り、車両前部に搭載された機銃を扱った。砲塔後部にはもう一つの機銃を扱う砲手が配置された。この試作車両はイギリス、オーストラリア、アメリカの軍事専門家により否定的評価を受けたが、ニュージーランド政府は引き続きの戦車開発を決定し、結果として1942年に二番目の試作車両が完成した。この試作車両もスコフィールド戦車の名を冠してこそいたが、設計は元々のスコフィールドのグループとは別の設計者らが担当していた。
二番目の試作車両は、履帯と車輪の両方を備えた構成はそのままに、大幅な改良が行われた。武装は開放型の砲塔に配置された40mm砲（QF2ポンド砲）と同軸機銃の7.92mmベサ機関銃から構成された。この試作車両は専門家から肯定的な評価を受けたが、ニュージーランドは1942年までにイギリスとアメリカから十分な数の戦車を受領し始めており、国産戦車の必要性は消滅した。
1943年半ばになると、評価のためにイギリスへ輸送された後、ロンドンでのパレードで展示され、戦車設計委員会による調査を受けた。ここで下された評価は決して否定的なものではなかったが、これ以上の開発続行は断念するよう勧告された。その後、試作機はチャーツィーの倉庫に保管されていたが、第二次世界大戦の終結後に廃棄された。